# Osceola (Arkansas)
Osceola és una població dels Estats Units a l'estat d'Arkansas. Segons el cens del 2000 tenia 8.875 habitants.

## Demografia
Segons el cens del 2000, Osceola tenia 8.875 habitants, 3.183 habitatges, i 2.314 famílies. La densitat de població era de 438,8 habitants/km².
Dels 3.183 habitatges en un 38,5% hi vivien nens de menys de 18 anys, en un 43,3% hi vivien parelles casades, en un 25,2% dones solteres, i en un 27,3% no eren unitats familiars. En el 24,4% dels habitatges hi vivien persones soles el 10,3% de les quals corresponia a persones de 65 anys o més que vivien soles. El nombre mitjà de persones vivint en cada habitatge era de 2,7 i el nombre mitjà de persones que vivien en cada família era de 3,2.
Per edats la població es repartia de la següent manera: un 32,2% tenia menys de 18 anys, un 11% entre 18 i 24, un 26,4% entre 25 i 44, un 19,3% de 45 a 60 i un 11,1% 65 anys o més.
L'edat mitjana era de 30 anys. Per cada 100 dones de 18 o més anys hi havia 82,9 homes.
La renda mitjana per habitatge era de 23.163 $ i la renda mitjana per família de 26.588 $. Els homes tenien una renda mitjana de 27.526 $ mentre que les dones 18.788 $. La renda per capita de la població era de 12.406 $. Entorn del 26% de les famílies i el 29,5% de la població estaven per davall del llindar de pobresa.

## Poblacions més properes
El següent diagrama mostra les poblacions més properes.